# Phước Tuy

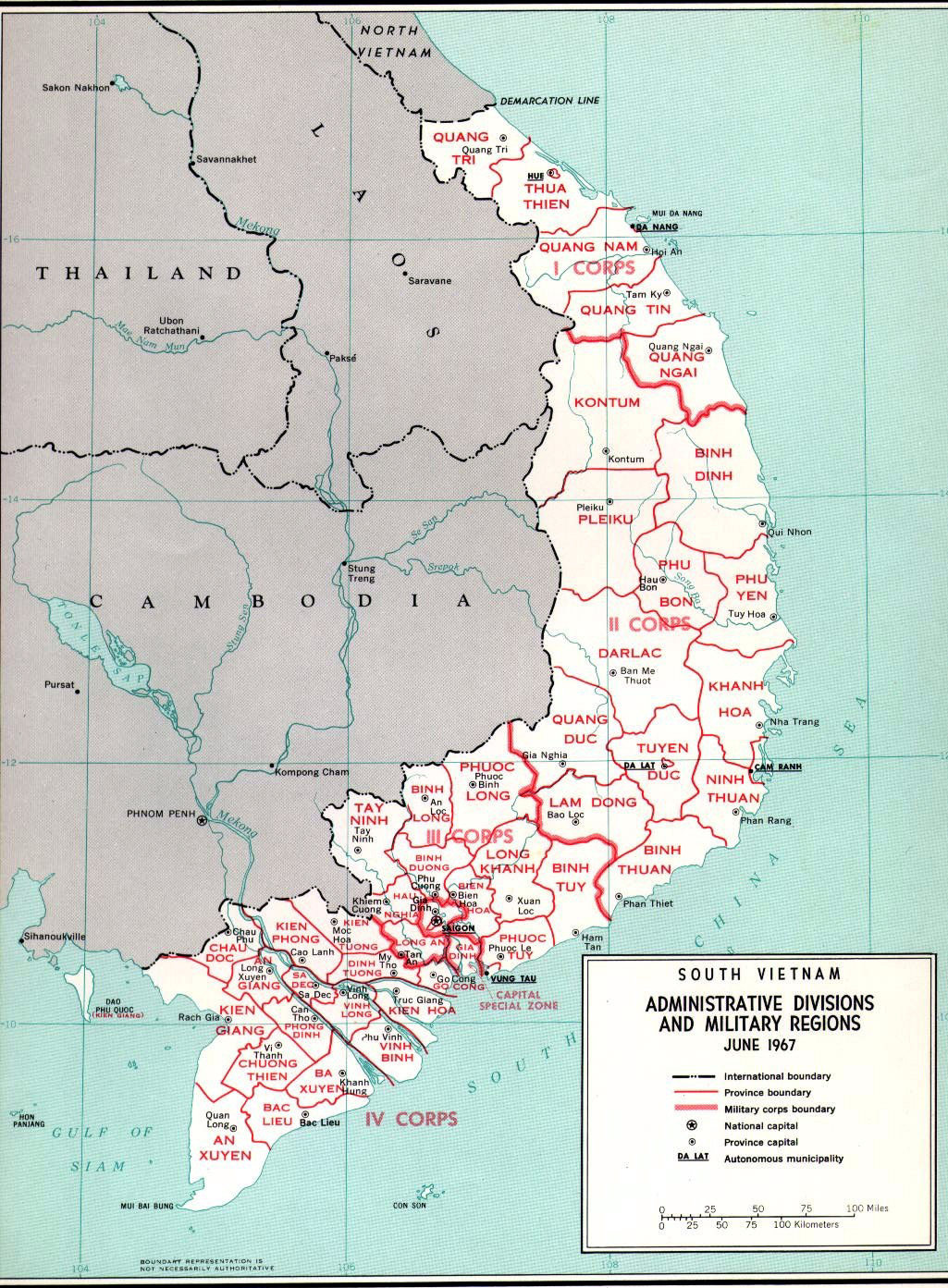

La provincia de Phuoc Tuy fue una antigua provincia de Vietnam, tenía una población de 106,256 habitantes y se encontraba ubicada al sur de Vietnam, en la costa del mar de China y al sureste de Ciudad Ho Chi Ming. Actualmente forma parte de la provincia de Bà Rịa–Vũng Tàu.
Es una provincia costera y al mismo tiempo con colinas y jungla monzónica.
Durante la guerra de Vietnam fue una de los destinos de las tropas australianas y las neozelandesas encuadradas en uno de los regimientos australianos mandados a Vietnam durante la Campaña Más banderas.